# Peter le chat
Pour plus de détails, voir Fiche technique et Distribution.
Peter le chat (titre original suédois : Pelle Svanslös) est un long métrage d'animation suédois réalisé par Jan Gissberg, sorti en Suède en 1981. 
C'est un dessin animé de fantasy animalière adapté des romans pour la jeunesse de Gösta Knutsson mettant en scène le chat Pelle Svanslös.

## Fiche technique
- Titre français :  Peter le chat
- Titre original : Pelle Svanslös
- Réalisation : Jan Gissberg
- Pays d'origine :  Suède
- Langue : Suédois
- Format : couleur
- Son : Dolby
- Genre : Film d'aventure, Fantasy, Film d'animation
- Durée : 81 minutes
- Date de sortie : 
  -  Suède : 25 décembre 1981

## Distribution

### Voix originales
- Mats Åhlfeldt : Pelle Svanslös
- Ewa Fröling : Maja Gräddnos
- Ernst-Hugo Järegård : Elake Måns
- Carl Billquist : Bill
- Björn Gustafson : Bull
- Wallis Grahn : Gammel-Maja i domkyrkotornet
- Lena-Pia Bernhardsson : Gullan från Arkadien
- Charlie Elvegård : Laban från Observatorielunden/En råtta/Igelkotten
- Åke Lagergren : Murre från Skogstibble/Kalle Huggorm Från Upplands Väsby
- Nils Eklund : Rickard från Rickomberga
- Jan Sjödin : Fritz
- Gunilla Norling : Frida
- Eddie Axberg : Den tjocka råttan
- Gunnar Ernblad : Kråkan
- Kajsa Bratt : Birgitta
- Niklas Rygert : Olle
- Helena Brodin : Mamma
- Axel Düberg : Pappa
- Sture Hovstadius : ladugårdsförmannen

### Voix françaises
- Marc François : Peter, le patron de Mr Larsson, le pompier
- Michel Elias : Pacha, le corbeau
- Erik Colin : le père de famille
- Patrick Poivey : Mr Larsson, Oscar
- Jackie Berger : Joël, le jeune garçon